# Bynkeambrosie
Bynkeambrosie (Ambrosia artemisiifolia), også skrevet Bynke-Ambrosie, er en 50-120 cm høj, enårig urt, der findes på agerjord, affaldspladser og i haver.
Bynkeambrosie er en étårig plante med en opret, stiv vækst. Stænglerne forgrener sig fra grunden, de er behårede og bærer modsatte (men længere oppe: spredte) blade. Bladene er stilkede, smalt ægformede og samtidig dobbelt fjersnitdelte med smalle afsnit. Oversiden er mørkt grågrøn, mens undersiden er lidt lysere.
Blomstringen sker i september-oktober, hvor man kan finde de bittesmå kurve med hanlige blomster samlet i endestillede aks eller klaser. De hunlige blomster sidder nogle få sammen i bladhjørnerne længere nede ad stænglen. Frugterne er hornede nødder uden fnok.
Rodnettet består af en slank pælerod og grove, vandrette siderødder. Plantens pollen er stærkt allergifremkaldende, og det allergifremkaldende stof er proteinet "Amb a 1", som er et surt, såkaldt 38 kDa, ikke-glycosyleret protein med 268 aminosyrer.
Højde x bredde og årlig tilvækst: 1,00 x 0,25 m (100 x 25 cm/år).

## Voksested
Artens oprindelige hjemsted er veldrænede, grusede grusbanker ved eller i vandløb overalt fra Newfoundland til Texas. Efter at nybyggerne ryddede den oprindelige vegetation, har den dog bredt sig og er i dag en ruderatplante og et markukrudt.

## Følgearter
I dalen langs Little Topashaw Creek, nær Atlanta i staten Louisiana findes den endnu sammen med bl.a. Trompetblomst, askebladet løn, klatrevildvin, lysesiv, Solidago nemoralis, sortbirk og virginsk ambratræ. Herhjemme frygtes det, at arten skal brede sig nu, hvor klimaet mildnes, for det vil betyde en forlængelse af høfebersæsonen helt ind i november.

## Invasiv art
Arten betragtes som en invasiv art i Danmark og er på Naturstyrelsens sortliste, hvor det vurderes at den "kan udryddes lokalt og nationalt".